# Parole, Inc.

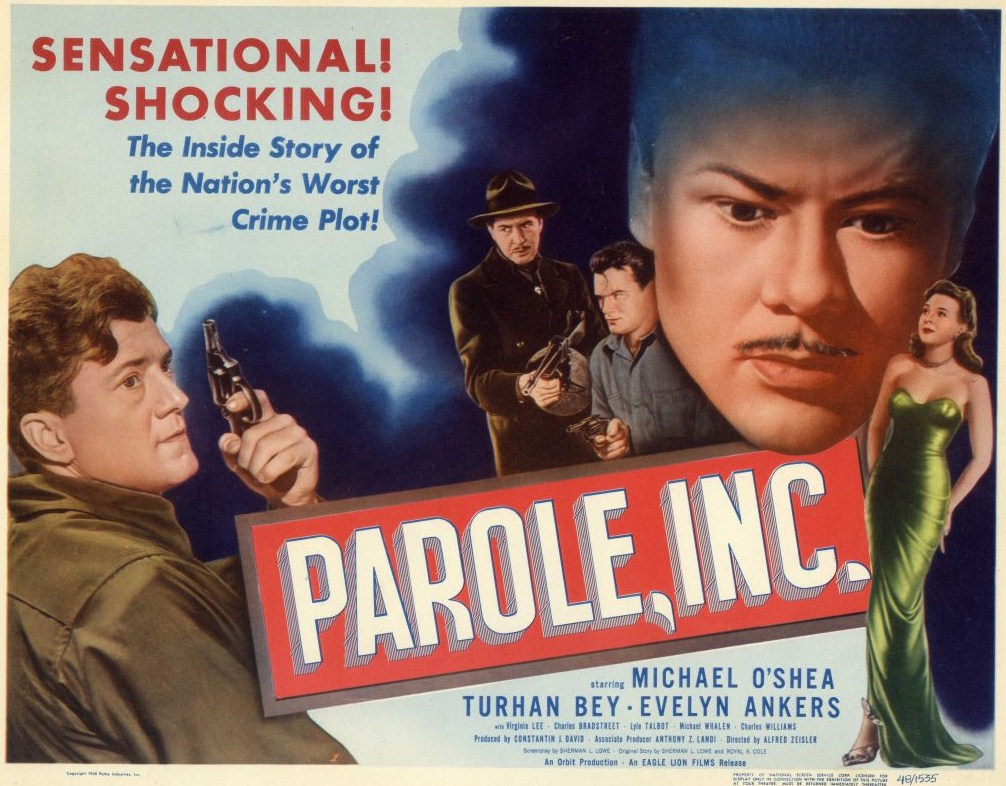
Affiche du film.

Parole, Inc. est un film américain réalisé par Alfred Zeisler, sorti en 1948.

## Synopsis
Richard Hendricks, un agent du FBI, est allongé sur son lit d'hôpital et dicte les résultats de son enquête pour un rapport au gouverneur de Californie. Dans de longues scènes de flashback, son enquête est passée en revue. Après plusieurs libérations conditionnelles accordées à de dangereux criminels, le gouverneur et le procureur général de l'État soupçonnent une corruption au sein de la commission des libérations conditionnelles de l'État.

## Fiche technique
- Réalisation : Alfred Zeisler
- Scénario : Sherman L. Lowe d'après une histoire de Royal K. Cole et Sherman L. Lowe
- Producteur : Constantin J. David
- Photographie : Gilbert Warrenton
- Montage : John Faure
- Genre : Drame[1]
- Musique : Alexander Laszlo
- Production : Equity Pictures, Orbit Productions
- Distributeur : Eagle-Lion Films
- Durée : 71 minutes
- Date de sortie : 24 novembre 1948 (Los Angeles)

## Distribution
- Michael O'Shea : Richard Hendricks
- Turhan Bey : Barney Rodescu
- Evelyn Ankers : Jojo Dumont
- Virginia Lee : Glenda Palmer
- Charles Bradstreet : Harry Palmer
- Lyle Talbot : Police Commissioner Hughes
- Michael Whalen : Kid Redmond
- Charles Williams : Titus Jones
- James Cardwell : Duke Vigili
- Paul Bryar : Charley Newton
- Noel Cravat : Blackie Olson
- Charles Jordan : Monty Cooper